# Royaume-Uni au Concours Eurovision de la chanson 1957
Le Royaume-Uni a participé pour la première fois au Concours Eurovision de la chanson, en 1957 à Francfort-sur-le-Main, en Allemagne de l'Ouest. La chanson All chantée par Patricia Bredin a été sélectionnée lors d'une finale nationale, intitulée A Song for Europe (« Une chanson pour l'Europe ») organisée par la BBC.

## Processus de sélection

### Résultats

#### Finale
| no | 1er interprète          | 2e interprète     | Chanson               | Traduction                  | Points | Place |
| -- | ----------------------- | ----------------- | --------------------- | --------------------------- | ------ | ----- |
| 1  | The Keynotes            | Bill Maynard (en) | Don't Cry Little Doll | Ne pleure pas petite poupée | 14     | 4e    |
| 2  | Pauline Shepherd        | Carole Carr       | Once                  | Une fois                    | 23     | 2e    |
| 3  | Denis Lotis             | The Keynotes      | Seven                 | Sept                        | 13     | 5e    |
| 4  | Malcolm Lockyer Quartet | Patricia Bredin   | All                   | Tout                        | 39     | 1re   |
| 5  | Ronnie Hilton           | Alan Bristow      | For Your Love         | Pour ton amour              | 13     | 5e    |
| 6  | Lita Roza               | Stan Roderick     | The Way It Goes       | Comme ça                    | 18     | 3e    |

## À l'Eurovision
Le Royaume-Uni était le 3e pays lors de la soirée du concours, après le Luxembourg et avant l'Italie. À l'issue du vote, le Royaume-Uni a reçu 6 points, se classant 7e sur 10 pays. Cependant, le Royaume-Uni avait reçu des points de cinq des neuf autres pays, ce qui signifie plus de la moitié d'entre eux. Il faudrait jusqu'en 1978 pour que le Royaume-Uni ne termine pas dans la première moitié du tableau de bord.

### Points attribués au Royaume-Uni
Chaque pays avait un jury de dix personnes. Chaque membre du jury pouvait donner un point à sa chanson préférée.
| 10 points | 9 points | 8 points | 7 points | 6 points                                      |
| --------- | -------- | -------- | -------- | --------------------------------------------- |
|           |          |          |          |                                               |
| 5 points  | 4 points | 3 points | 2 points | 1 point                                       |
|           |          |          | - Suisse | - Autriche - Belgique - Luxembourg - Pays-Bas |

### Points attribués par le Royaume-Uni
| 2 points | Autriche Danemark France Italie |
| 1 point  | Luxembourg Pays-Bas             |